# N. David Mermin
Nathaniel David Mermin és un físic de l'estat sòlid a la Universitat Cornell, conegut sobretot per donar nom al teorema de Mermin-Wagner, l'ús que va fer del terme boojum aplicat a la superfluidesa, i per la cita «Shut up and calculate!» (‘Calla i calcula!’).
Juntament amb Neil Ashcroft, Mermin ha escrit el llibre de text Solid State Physics, i altres obres vulgaritzants de física i matemàtiques.

## El peu de Mermin
Mermin ha contribuït a la teoria de la relativitat especial amb dos llibres i diversos articles. Al llibre It's About Time (2005) proposa que la unitat de longitud peu s'hauria de modificar una mica: 
| « | Henceforth, by 1 foot we shall mean the distance light travels in a nanosecond. A foot, if you will, is a light nanosecond (and a nanosecond, even more nicely, can be viewed as a light foot). …If it offends you to redefine the foot… then you may define 0.299792458 meters to be 1 phoot, and think "phoot" (conveniently evocative of the Greek φωτος, "light") whenever you read "foot". | » |

Aquesta adaptació d'una unitat física és un dels diversos estratagemes que Mermin fa servir per atreure els estudiants cap a la geometria espaitemps.